# Zielony Wierch Rohacki
Zielony Wierch Rohacki (słow. Zelené, 2040 m) – szczyt w słowackich Tatrach Zachodnich. Znajduje się w bocznym grzbiecie odchodzącym na północny wschód od Przedniej Kopy – najwyższego z wierzchołków Trzech Kop. Szczyt jest trawiasto-kamienisty, grzbiet opada do Doliny Smutnej (odgałęzienie Doliny Rohackiej) stromymi stokami, a do Rohackich Stawów przepaścistą ścianą skalną. Również od zachodniej strony grań miejscami zwężona i eksponowana.
Dawniej na jego szczyt prowadził znakowany szlak turystyczny. Został on w 1989 r. zamknięty przez TANAP z powodu złego stanu technicznego. Ze szczytu rozlega się widok na Rohacze i granitowe ściany Trzech Kop.

## Bibliografia

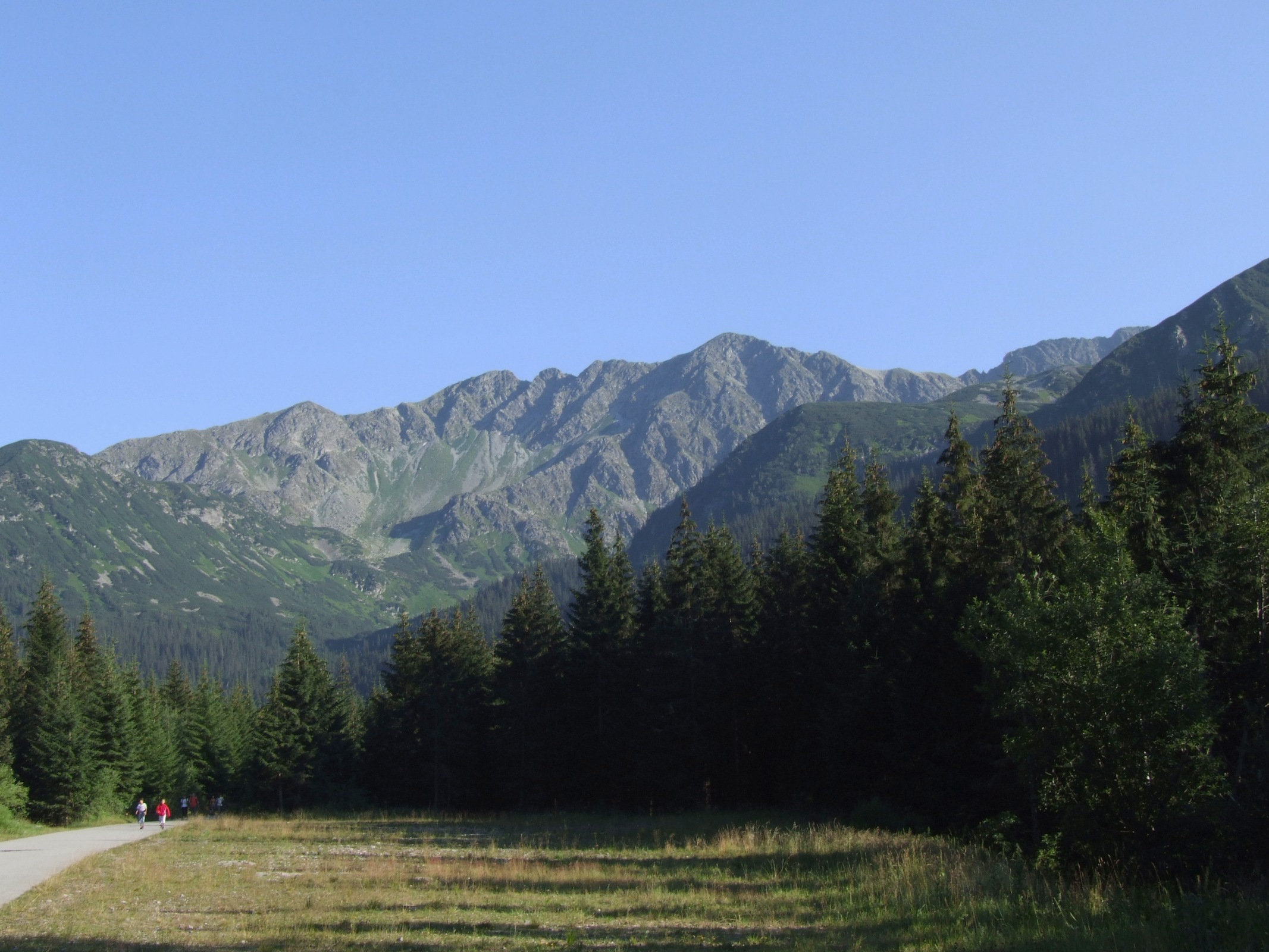
Zielony Wierch Rohacki – pierwszy z lewej na ostatnim planie